# Лі Чін А
Лі Чін А (нар. 10 березня 1985) — колишня південнокорейська тенісистка.
Найвищу одиночну позицію світового рейтингу — 158 місце досягла 13 грудня 2010, парну — 197 місце — 28 лютого 2011 року.
Здобула 11 одиночних та 15 парних титулів туру ITF.

## Фінали ITF
| турніри $50,000 |
| турніри $25,000 |
| турніри $10,000 |

### Одиночний розряд: 20 (11–9)
| Результат | Ранг | Дата            | Турнір                       | Покриття | Суперниця           | Рахунок           |
| --------- | ---- | --------------- | ---------------------------- | -------- | ------------------- | ----------------- |
| Поразка   | 1.   | 28 травня 2006  | ITF Соґвіпхо, Південна Корея | Тверде   | Ю Мі                | 5–7, 2–6          |
| Перемога  | 1.   | 6 серпня 2006   | ITF Бангкок, Таїланд         | Тверде   | Селма Андраде       | 6–3, 6–3          |
| Перемога  | 2.   | 27 травня 2007  | ITF Кімхе, Південна Корея    | Ґрунт    | Lee Cho-won         | 6–2, 6–1          |
| Перемога  | 3.   | 3 червня 2007   | ITF Кімхе, Південна Корея    | Ґрунт    | Чан Кйон Мі         | 6–3, 6–3          |
| Поразка   | 2.   | 25 травня 2008  | ITF Наґано, Японія           | Килим    | Еріка Такао         | 4–6, 1–6          |
| Перемога  | 4.   | 31 серпня 2008  | ITF Кімхе, Південна Корея    | Тверде   | Чхе Кйон І          | 6–4, 6–1          |
| Поразка   | 3.   | 13 вересня 2008 | ITF Коян, Південна Корея     | Тверде   | Chae Kyung-yee      | 6–4, 6–1          |
| Перемога  | 5.   | 3 травня 2009   | ITF Кімчхон, Південна Корея  | Тверде   | Kim So-jung         | 6–4, 7–5          |
| Поразка   | 4.   | 31 травня 2009  | ITF Коян, Південна Корея     | Тверде   | Хань Сіньюнь        | 5–7, 4–6          |
| Перемога  | 6.   | 5 липня 2009    | ITF Кімчхон, Південна Корея  | Тверде   | Kim Ji-sun          | 6–2, 6–0          |
| Поразка   | 5.   | 12 липня 2009   | ITF Сунчхан, Південна Корея  | Тверде   | Кім На Рі           | 7–6(6), 5–7, ret. |
| Перемога  | 7.   | 11 квітня 2010  | ITF Інчхон, Південна Корея   | Тверде   | Ірина-Камелія Бегу  | 6–4, 6–2          |
| Перемога  | 8.   | 25 квітня 2010  | ITF Чханвон, Південна Корея  | Тверде   | Сюй Їфань           | 3–6, 6–4, 6–2     |
| Поразка   | 6.   | 30 травня 2010  | ITF Коян, Південна Корея     | Тверде   | Кім На Рі           | 4–6, 4–6          |
| Перемога  | 9.   | 12 червня 2010  | ITF Карші, Узбекистан        | Тверде   | Сабіна Шаріпова     | 6–2, 1–6, 6–4     |
| Поразка   | 7.   | 11 липня 2010   | ITF Фучжоу, КНР              | Тверде   | Латіша Чжань        | 2–6, 4–6          |
| Поразка   | 8.   | 17 квітня 2011  | ITF Інчхон, Південна Корея   | Тверде   | Kim So-jung         | 6–2, 3–6, 1–6     |
| Перемога  | 10.  | 3 лютого 2013   | ITF Анталія, Туреччина       | Ґрунт    | Яна Бучіна          | 7–5, 6–3          |
| Поразка   | 9.   | 31 березня 2013 | ITF Нісі-Тама, Японія        | Тверде   | Yoo Mi              | 6–1, 1–6, 2–6     |
| Перемога  | 11.  | 7 вересня 2014  | ITF Йонволь, Південна Корея  | Тверде   | Олівія Тьяндрамулія | 6–2, 6–2          |

### Парний розряд: 21 (15–6)
| Результат | Ранг | Дата              | Турнір                       | Покриття | Партнерка         | Суперниці                              | Рахунок          |
| --------- | ---- | ----------------- | ---------------------------- | -------- | ----------------- | -------------------------------------- | ---------------- |
| Перемога  | 1.   | 3 липня 2004      | ITF Inchon, Південна Корея   | Тверде   | Yoo Soo-mi        | Макі Арай Ремі Тедзука                 | 6–2, 4–6, 6–4    |
| Перемога  | 2.   | 11 липня 2004     | ITF Сеул, Південна Корея     | Тверде   | Кім Мі Ок         | Чжань Цзіньвей Чень Ї                  | 6–4, 6–4         |
| Поразка   | 1.   | 13 листопада 2005 | ITF Маніла, Філіппіни        | Тверде   | Lim Sae-mi        | Чень Ї Као Шао-юань                    | 4–6, 1–6         |
| Перемога  | 3.   | 28 травня 2006    | ITF Тегу, Південна Корея     | Тверде   | Yoo Mi            | Chang Kyung-mi Кім Мі Ок               | 4–6, 6–4, 6–2    |
| Перемога  | 4.   | 28 травня 2006    | ITF Соґвіпхо, Південна Корея | Тверде   | Yoo Mi            | Cho Jeong-a Kim Ji-young               | 6–3, 6–2         |
| Поразка   | 2.   | 18 червня 2006    | ITF Інчхон, Південна Корея   | Тверде   | Yoo Mi            | Чжуан Цзяжун Напапорн Тонгсалі         | 2–6, 4–6         |
| Перемога  | 5.   | 6 серпня 2006     | ITF Бангкок, Таїланд         | Тверде   | Пічіттра Тхонґдач | Утхумпорн Пудтра Yang Zi-Jun           | 6–2, 6–1         |
| Поразка   | 3.   | 5 травня 2007     | ITF Інчхон, Південна Корея   | Тверде   | Yoo Mi            | Тетяна Лужанська Романа Теджакусума    | 1–6, 4–6         |
| Перемога  | 6.   | 27 травня 2007    | ITF Кімхе, Південна Корея    | Ґрунт    | Chang Kyung-mi    | Юка Курода Еріко Мідзуно               | 6–1, 6–4         |
| Перемога  | 7.   | 3 червня 2007     | ITF Кімхе, Південна Корея    | Ґрунт    | Chang Kyung-mi    | Kim Sun-jung Lee Cho-won               | 6–4, 6–1         |
| Поразка   | 4.   | 27 квітня 2008    | ITF Інчхон, Південна Корея   | Тверде   | Chang Kyung-mi    | Чжань Цзіньвей Ярміла Вулф             | 6–1, 1–6, [5–10] |
| Перемога  | 8.   | 11 травня 2008    | ITF Чханвон, Південна Корея  | Тверде   | Chang Kyung-mi    | Чо Юн Чон Kim Jin-hee                  | 7–5, 6–2         |
| Поразка   | 5.   | 3 травня 2009     | ITF Кімчхон, Південна Корея  | Тверде   | Chang Kyung-mi    | Чжан Кайчжень Чень Ї                   | 1–6, 5–7         |
| Перемога  | 9.   | 4 липня 2009      | ITF Кімчхон, Південна Корея  | Тверде   | Chang Kyung-mi    | Kim Kun-hee Ю Мін Хва                  | 6–1, 6–2         |
| Перемога  | 10.  | 17 квітня 2010    | ITF Кімхе, Південна Корея    | Тверде   | Chang Kyung-mi    | Дой Місакі Намігата Дзюнрі             | 1–6, 6–4, [10–8] |
| Перемога  | 11.  | 24 квітня 2010    | ITF Чханвон, Південна Корея  | Тверде   | Chang Kyung-mi    | Дой Місакі Намігата Дзюнрі             | 5–7, 6–3, [10–8] |
| Перемога  | 12.  | 1 травня 2010     | ITF Кімчхон, Південна Корея  | Тверде   | Chang Kyung-mi    | Kim Kun-hee Ю Мін Хва                  | 7–5, 6–3         |
| Поразка   | 6.   | 29 травня 2010    | ITF Коян, Південна Корея     | Тверде   | Chang Kyung-mi    | Kim Kun-hee Ю Мін Хва                  | 4–6, 4–6         |
| Перемога  | 13.  | 19 січня 2013     | ITF Анталія, Туреччина       | Ґрунт    | Yoo Mi            | Еліне Буйкенс Келлі Верстег            | 6–3, 6–4         |
| Перемога  | 14.  | 26 січня 2013     | ITF Анталія, Туреччина       | Ґрунт    | Yoo Mi            | Наталія Костич Гая Санесі              | 6–3, 6–1         |
| Перемога  | 15.  | 2 лютого 2013     | ITF Анталія, Туреччина       | Ґрунт    | Хан На Ле         | Ева Фернандес Бругес Ізабелла Шинікова | 6–3, 6–3         |